# Fistful of Metal
Fistful оf Metal (на български език – Юмрук от метал) е дебютният албум на американската траш/спийд метъл банда Антракс от 1984 г. Той е и единственият с вокалиста Нийл Търбин и басиста Дан Лилкър, като втория впоследствие основава бандата Nuclear Assault.
Музикантите са силно повлияни от Новата вълна на британския хевиметъл (NWOBHM), което си проличава в творчеството им, като същевременно се лансира и пънк звучене. Някои от текстовете на песните звучат глуповато и сякаш писани от тийнейджъри, което е най-вероятната причина за изгонването на Нийл Търбин от групата. „Fistful оf Metal“ е част от албумите, заедно с тези на Мегадет, Слейър и Металика, които ознаменуват раждането на траш метъла.

## Песни
| 1. | Deathrider                         | 3:10 |
| 2. | Metal Thrashing Mad                | 2:39 |
| 3. | I'm Eighteen (кавър на Алис Купър) | 4:02 |
| 4. | Panic                              | 3:58 |
| 5. | Subjugator                         | 4:38 |

| 6.  | Soldiers of Metal               | 2:55 |
| 7.  | Death from Above                | 5:00 |
| 8.  | Anthrax                         | 3:24 |
| 9.  | Across the River (инструментал) | 1:26 |
| 10. | Howling Furies                  | 3:55 |

## Музиканти
- Нийл Търбин – вокал
- Дан Спиц – китари
- Скот Ян – китари
- Дани Лилкър – бас
- Чарли Бенанте – барабани